# Mansour Hamaid
Mansour Hamaid, född 15 maj 1967, är en saudisk bågskytt. Han deltog vid olympiska sommarspelen 1984.